# Michail Abramowitsch Trilisser
Michail Abramowitsch Trilisser (russisch Меер (Михаил) Абрамович Трилиссер, auch Meer Abramowitsch Trilisser, Michail Alexandrowitsch Moskwin; * 1. April 1883 in Astrachan; † 2. Februar 1940 in Moskau) war ein russisch-sowjetischer Revolutionär, Politiker und Geheimdienstchef. Er war von Mai 1922 bis Oktober 1929 Leiter der Auslandsabteilung der OGPU und von 1926 bis 1930 stellvertretender Vorsitzender der OGPU.
Trilisser stammte aus einer jüdischen Familie. Von 1920 bis 1921 war er Sekretär des Oblastkomitees der Kommunistischen Partei Russlands in der Oblast Amur, die gegen seinen Widerstand der Fernöstlichen Republik zugeordnet wurde.
Michail Trilisser war unter dem Pseudonym Michail Alexandrowitsch Moskwin Mitglied der Führung der Kommunistischen Internationale. Seit 1935 war er Mitglied des Präsidiums des Exekutivkomitees der Kommunistischen Internationale (EKKI) und Kandidat des EKKI-Sekretariats. Im EKKI war Trilisser für die Kontrolle der Kommunistischen Partei Spaniens verantwortlich. Im Zuge des „Großen Terrors“ wurde er am 23. November 1938 verhaftet und am 2. Februar 1940 erschossen.